# Ponte Florentino Ávidos

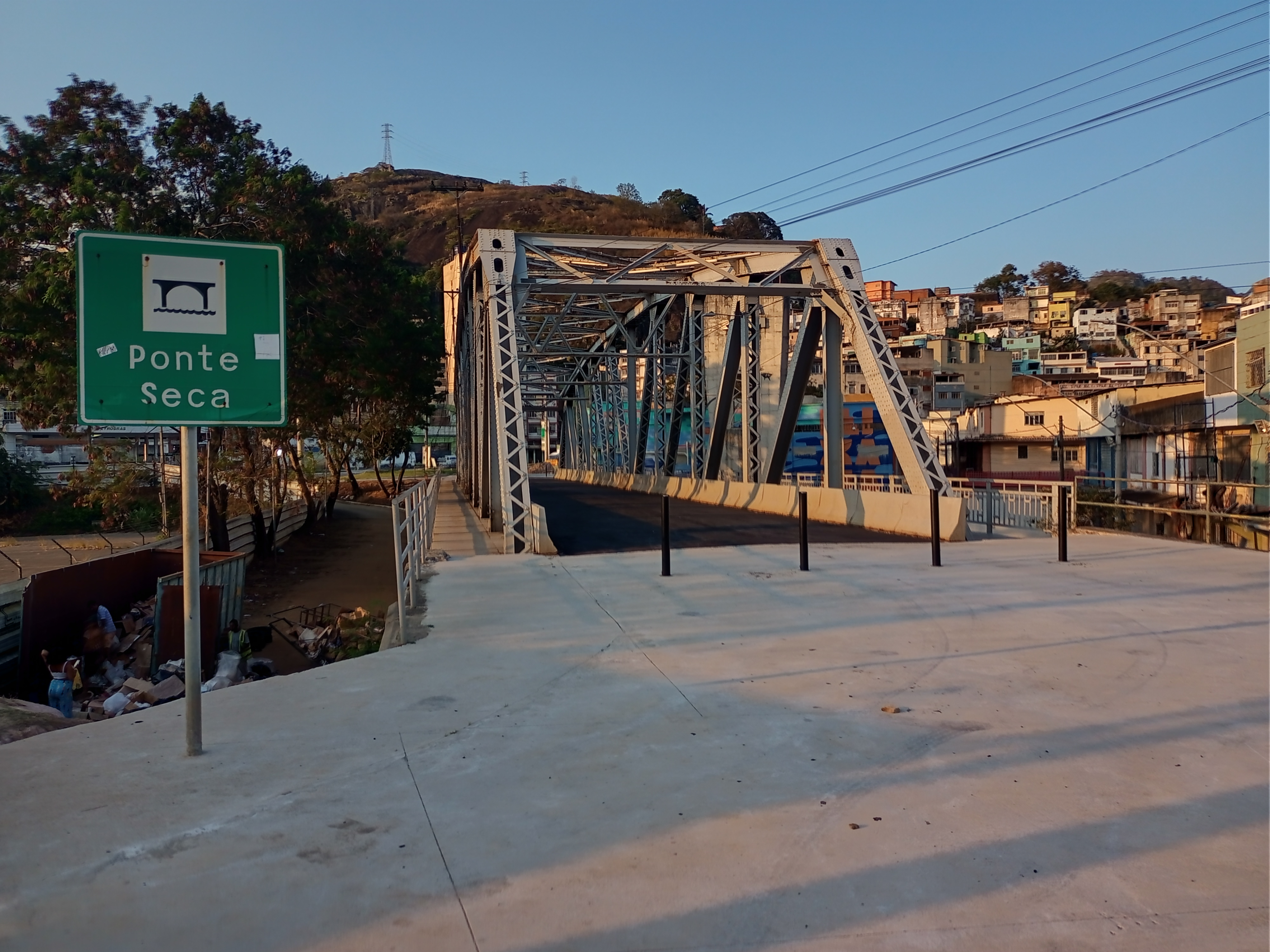
Die Brücke in Vitória.

Die Ponte Florentino Ávidos ist eine Brücke in der brasilianischen Stadt Vitória (Espírito Santo). Sie war die erste Verbindung zwischen der Ilha de Vitória und dem brasilianischen Festland.
Die Bauteile der Brücke wurden aus Deutschland importiert und vor Ort zusammengesetzt. Die Arbeiten begannen am 19. April 1926. Im Jahr 1927, in der Regierungszeit von Gouverneur Florentino Ávidos, erreichte sie den Hafen von Vitória. Sie trägt heute den Namen des Politikers.
Die Brücke hat eine Gesamtlänge von 682 Metern und steht auf 25 Strompfeilern.